# Гонтьянське Тесаре
Гонтьянське Тесаре (словац. Hontianske Tesáre) — село в окрузі Крупіна Банськобистрицького Словаччини. Площа села 33,11 км². Станом на 31 грудня 2017 року в селі проживало 922 жителі. Протікає Белуйський потік.

## Історія
Перші згадки про село датуються 1279 роком.

## Населення
| Рік:            | 1994. | 2004.   | 2014.   | 2024.   |
| --------------- | ----- | ------- | ------- | ------- |
| Кількість осіб: | 818   | 899     | 940     | 868     |
| Різниця:        |       | +9,90 % | +4,56 % | -7,65 % |

| Рік:            | 2023. | 2024.   |
| --------------- | ----- | ------- |
| Кількість осіб: | 871   | 868     |
| Різниця:        |       | -0,34 % |